# 天主教卡萨多尔教区
天主教卡薩多爾教區（拉丁語：Dioecesis Captatoropolitana）是巴西一個天主教教區，位於聖卡塔琳娜州北部，包括廿三個市。教區屬弗洛里亞諾波利斯總教區。
教區於1968年11月23日成立，2006年時有286,000名教友，佔總人口76.1%。教區有24個堂區和43名司鐸。教區主教現時出缺，榮休主教為類斯·嘉祿·埃塞爾。